# Зерубавель, Эвиатар
Эвиатар Зерубавель (англ. Eviatar Zerubavel, род. 1948, Израиль) — израильский и американский социолог, автор трудов по социологии знания, работ о рационализации и стандартизации времени в повседневной жизни, роли стандартов в познании и общении.

## Биография
Учился в Тель-Авивском университете. Защитил диссертацию в Пенсильванском университете, где его наставником был Ирвинг Гофман. Преподавал в Колумбийском университете и университете штата Нью-Йорк в Стоуни-Брук. В дальнейшем его карьера связана с Ратгерским университетом.

## Научные интересы
Главная тема Зерубавеля — рационализация повседневности, и в первую очередь — её временных мер.

## Труды
- Patterns of Time in Hospital Life: a sociological perspective (1979)
- Hidden rhythms: schedules and calendars in social life (1981, переизд. 1985)
- The seven day circle: the history and meaning of the week (1985)
- The fine line: making distinctions in everyday life (1991, переизд. 1993)
- Terra cognita: the mental discovery of America (1992, переизд. 2003)
- Social Mindscapes: an invitation to cognitive sociology (1997, переизд. 1999)
- The clockwork muse: a practical guide to writing theses, dissertations, and books (1999)
- Time maps: collective memory and the social shape of the past (2003)
- The elephant in the room: silence and denial in everyday life (2006)
- Ancestors and relatives: genealogy, identity, and community (2011)